# Graulhet
Graulhet é uma comuna francesa na região administrativa da Occitânia, no departamento de Tarn. Estende-se por uma área de 56.75 km², e possui 12.789 habitantes, segundo o censo de 2018, com uma densidade de 230 hab/km².